# 拉扎列夫山脈
69°32′S 157°20′E / 69.533°S 157.333°E
拉扎列夫山脈（英語：Lazarev Mountains）是南極洲的山脈，位於奧次地，處於馬圖謝維奇冰川西面，全長約50公里，以蘇聯探險隊的艦隊指揮官命名，現時由南極條約體系管理。